# 中国铁路25型客车

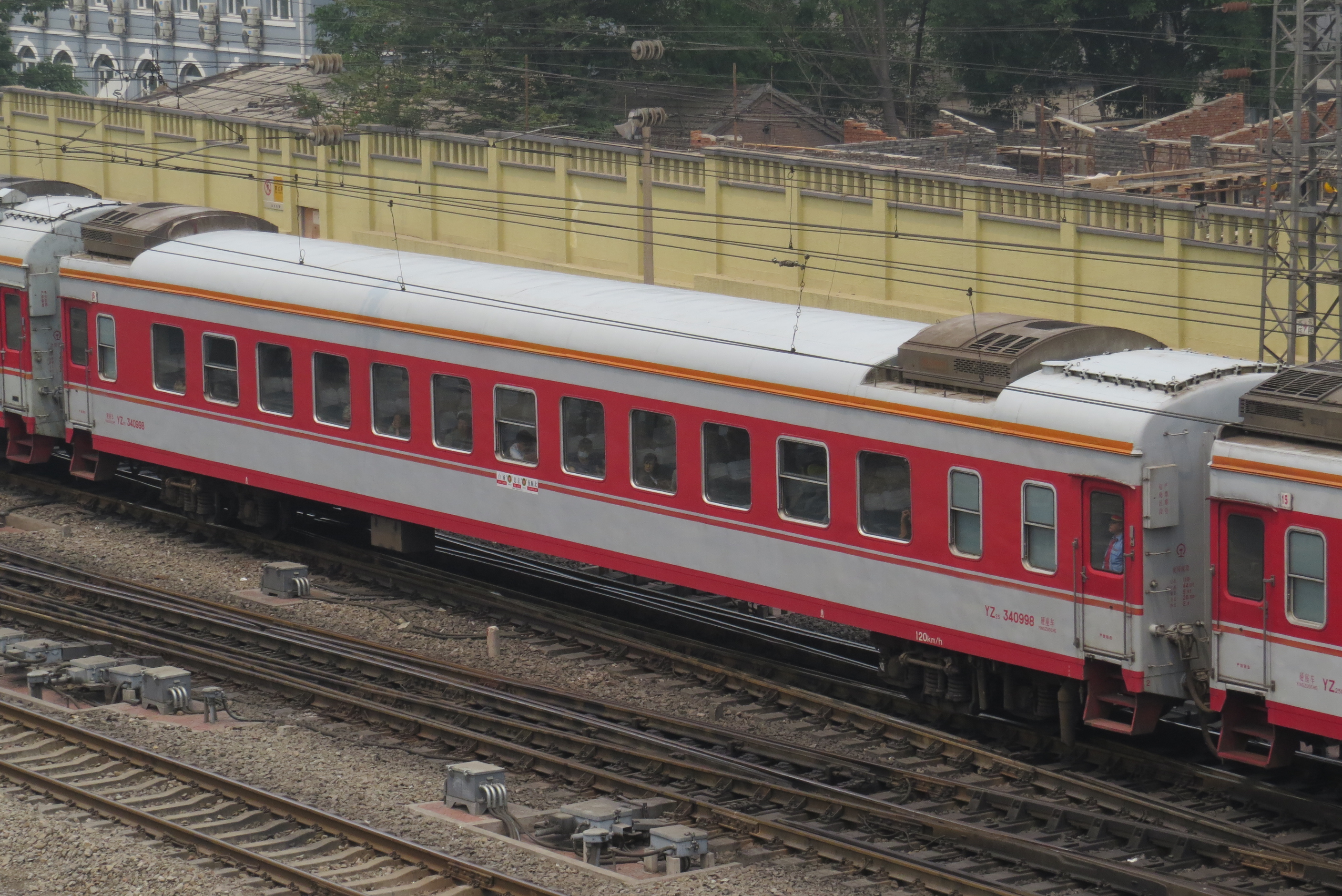
YZ25型硬座车；25型客车并未统型，而是分多个批次、多种样式

25型客车，是中国铁路的客车车型之一，是中国铁路第一代车长25.5米的试验性铁路客车，最初在1964年研制起步:51，1979年设计了车体长25.5m，车辆定距18m的新结构四轴全钢客车，由于车体长25.5米的特征而定型为25型客车。车宽3.2米，最初车高与22型客车一致为4.28米。25型客车车体钢结构为无中梁薄壁筒形整体承载的车体结构，由底架、侧墙、车顶、和端墙等部分焊接而成，在侧墙、端墙、车顶钢骨架以及底架钢骨架非别焊接侧墙板、端墙板、车顶板和波纹地板及平地板，形成上部带圆弧，下部为矩形的封闭壳体。壳体用纵向梁和横向梁、柱加强，采用了空气调节、大车窗以及新型转向架。1993年25型系列客车定型为中国铁路主型客车。25型客车分别有25.5米轻型高速列车组、25.5米广九空调列车组、25型干线空调客车、25型三茂客车、25型双层空调客车。随后25型客车也发展了系列产品，从车型上分为25A型、25B型、25C型、25G型、25Z型、25K型、25T型等一系列车型。至1994年25型客车系列全面投产，开始替代22型客车。另外，还有一类是由英国进口的25-0型客车。

## 25.5米轻型高速列车组
由青岛四方机车车辆厂1964年起研究、1966年至1969年间制造的“25.5米轻型高速列车组”是中国铁路新型25.5米客车的第一代试制产品。此列车组的编组包括5节硬座车（YZ25）、1节餐车（CA25，由唐山机车车辆厂造）和1节行李/发电车（TZ25），采用KZ2系列转向架，构造速度为160KM/H。各车均有分装式空调机组，发电车集中供电。其中餐车是由唐山机车车辆厂制造:93，其他车种由四方机车车辆厂制造。转向架采用了当时最先进的技术，如盘式制动、空心车轴和空气弹簧，构造速度160km/h。车体外观与同时期研制的24型广深空调客车组相似，車身上仍帶有加強筋。为达到车辆自重少于40吨的目标，列车组使用低合金钢无中粱薄壁筒形整体承载结构车体，硬座车和餐车的自重分别仅为31吨和39吨。但由于当时160km/h转向架技术未成熟，使用时问题不少。后改为采用U型构架的206型转向架。25.5米列车组先后在原京哈铁路北京—天津间、广深铁路和原向九铁路南昌—九江间运行，1988年报废。

## 25.5米广九空调列车组

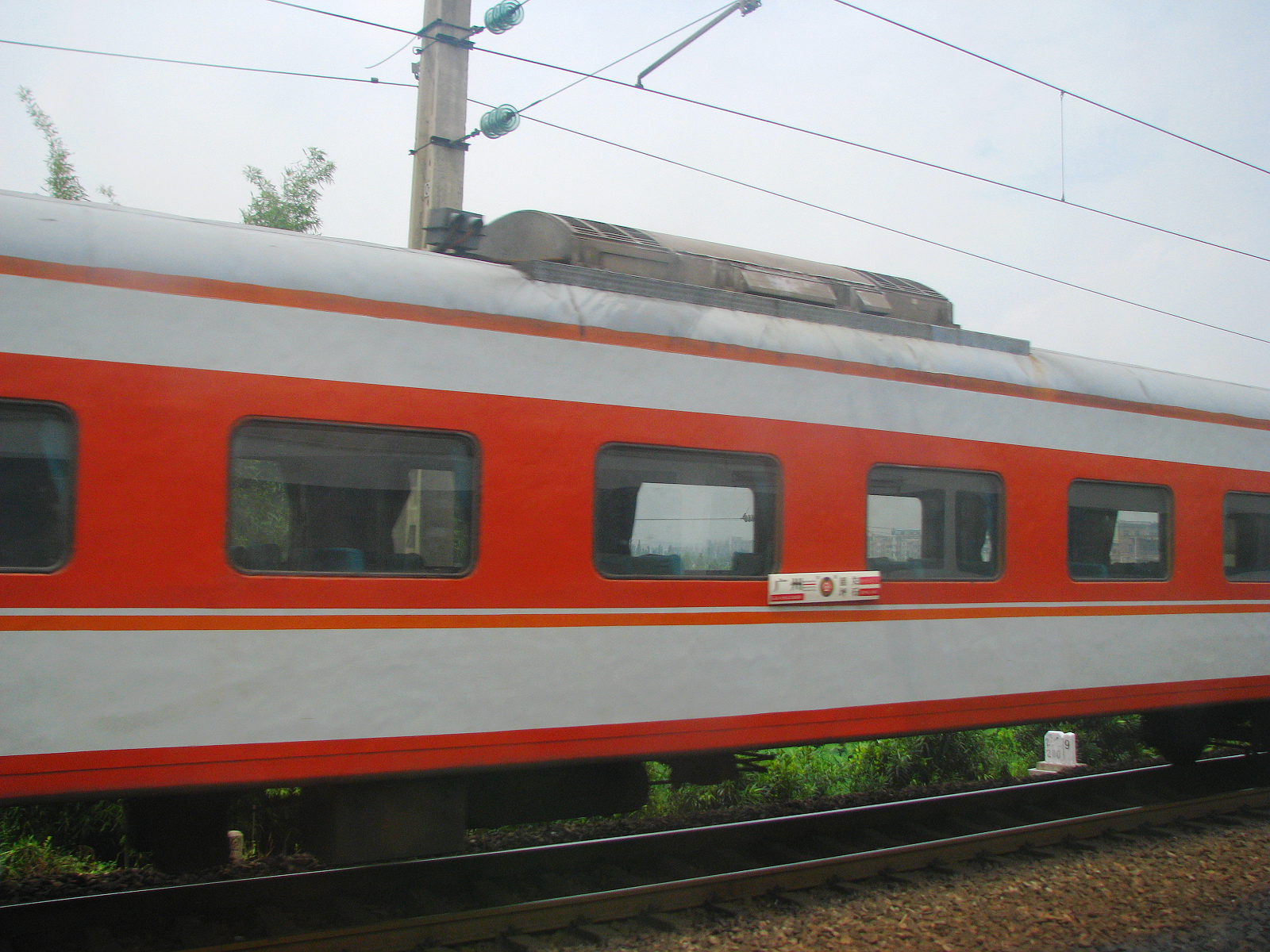
原运用于广九直通车的25.5米空调客车

1978年，13年前已开始研制的25型铁路客车项目被再一次提出来，铁道部要求在第六个五年计划中新造客车逐步替换旧有的22型客车。1978年四方机车车辆厂在25.5米轻型高速列车组和24型广深空调列车组的基础上，研制了25.5米广九空调列车组，并于1979年12月试制了3列共40辆。列车编组包括软座车（RZ25）、餐车（CA25，浦镇车辆厂造:103,156）和发电车，运营时采取软座车9辆+软座播音车1辆+餐车1辆+空调发电车1辆的编组。车顶装有四方车辆厂与南京冷气机厂联合设计的KK-30型空调机组，机组通过车顶活盖吊装在车顶的一端，发电车集中供电，额定电压为380伏。这批软座车定员68人，均为可调节可转向座椅，使用UD5型转向架，构造速度160km/h，车辆自重约44吨，车体高度4285毫米，播音车则在二位端取消了一排座椅和二位厕所，并增设播音室和车长办公席，其余技术参数与软座车相同；餐车自重46吨，餐室定员与CA23同为48人，但餐桌间距离扩大为1800毫米，空调机组亦为KK-30型，限定区间为北京以南；发电车长22米，自重61.7吨，车体高度亦为4285毫米。这些客车全数配属广州铁路局，1979年第四季度进行了静止试验与运行试验，1980年1月交付广州铁路局后在广深线上进行了一个月的运行试验，同年2月起运行广九直通车。但后来改装206型转向架，构造速度下调至120km/h。这批RZ25型1979年生产35辆，1980年生产24辆，餐车则生产了9辆。RZ25型广九空调软座车在四方厂内部的代号为SFK45。
因应不断增加的客流量，四方厂与日本川崎重工兵库工厂分别于1985年和1986年联合制造了定员80人的25.5米空调软座车，图号SFK72:120，车体使用兵库工厂制造的耐候钢和不锈钢焊接结构，令车辆寿命延长到25～30年，并改用从日本进口的“三菱”CU751型空调。这批客车使用206型转向架，构造速度下调至120km/h，陆续运用于广九直通车和广深城际列车。1995年中国铁路25Z型客车投入使用后，这些25型客车又被用于广铁集团的其他管内旅客列车，如深圳至韶关的“丹霞号”列车。
25型广九客车初期采用天蓝色与白色搭配的涂装，后来有部分被刷成与25G型相似的红白涂装。截至2014年，仍有部分25型广九客车用于广州—坪石列车，但现存的均为定员80的中日合造车。

## 25型干线空调客车

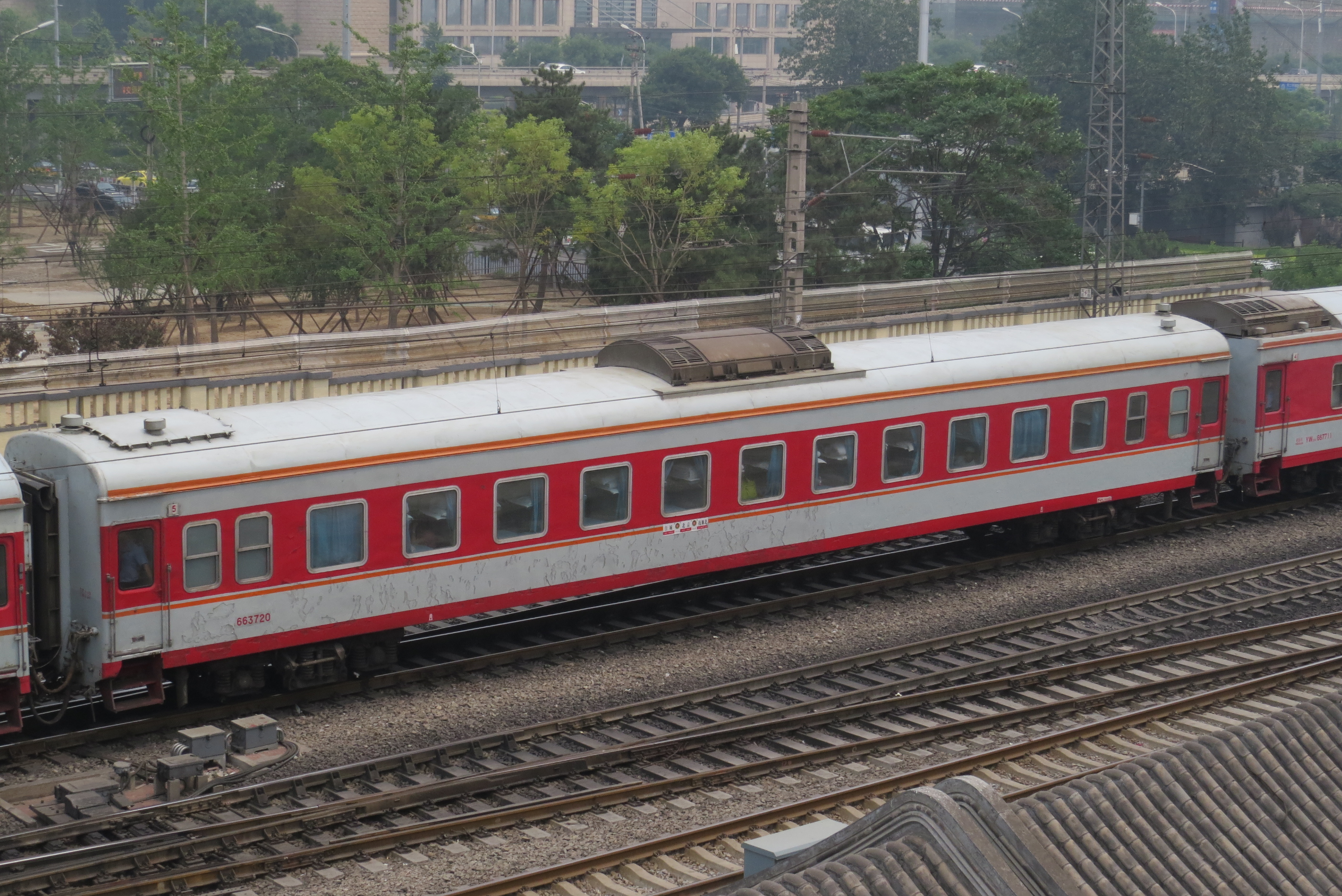
沈阳铁路局K95/96次列车（北京-）编组中的YW25，空调机中置

在研制25.5米广九客车的同时，各客车厂也展开用于国内铁路干线的空调客车试制。四方机车车辆厂于1979年设计，在1980年试制出中国首批25型空调硬卧车（YW25）8辆，使用206型转向架，并配备诱导式空调装置:119。1981年率先在京沪铁路和京广铁路上运行21/22次特快（北京-上海）及15/16次特快（北京-广州）。这些车辆由发电车集中供电，分装式空调机组。这批车构造速度为160km/h，存在制动等方面的问题。
1987年，四方厂再为15/16次特快研制了25型硬卧车90辆:119（图号SFK68）和软卧车（RW25）20辆，改用单元式空调机组，并首次采用一体化玻璃钢厕所和洗脸间。使用中发现空调机组存在喷雾、漏水的问题。这批车构造速度为140km/h，运行试验时制动距离不符合要求，最高运营速度为120km/h，是因為要滿足平直道上達到800米的緊急制動距離要求。直至1990年才开始限速在北京-广州的15/16次正式投入运用。浦镇车辆厂于1987年研发了CA25型京广空调餐车:157，长春客车厂也于1989年试制了两台定员128人的YZ25型空调客车，厂标型号CCK41:52。
- 广铁K34次列车编组中的YW25硬卧车
- 广铁K9076次列车编组中的YW25硬卧车被标作YW25G
- 呼和局K1595次列车编组中的YZ25硬座车
- 广铁K9076次列车编组中的CA25餐车

## 25型三茂客车

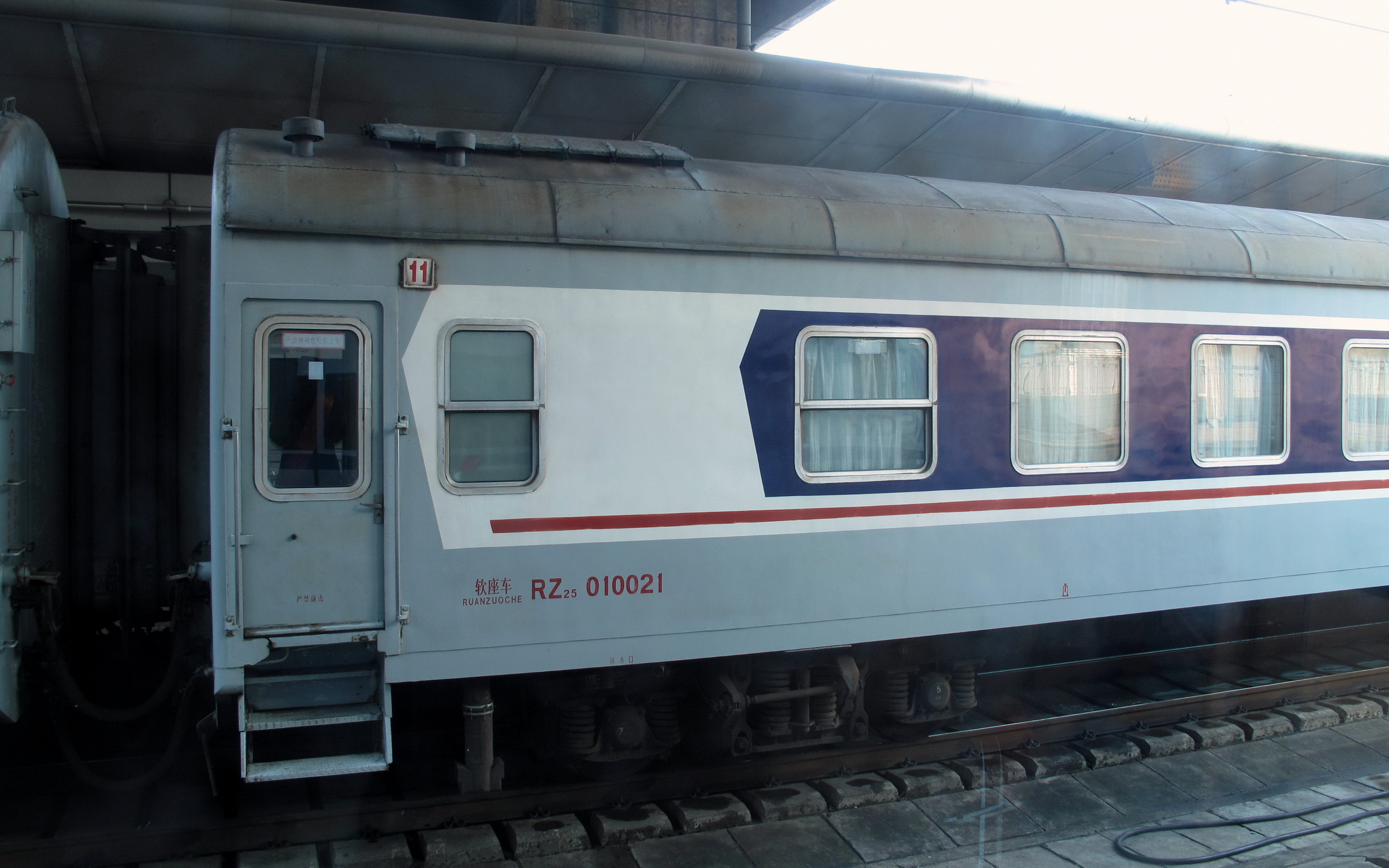
三茂铁路公司的RZ25软座空调客车

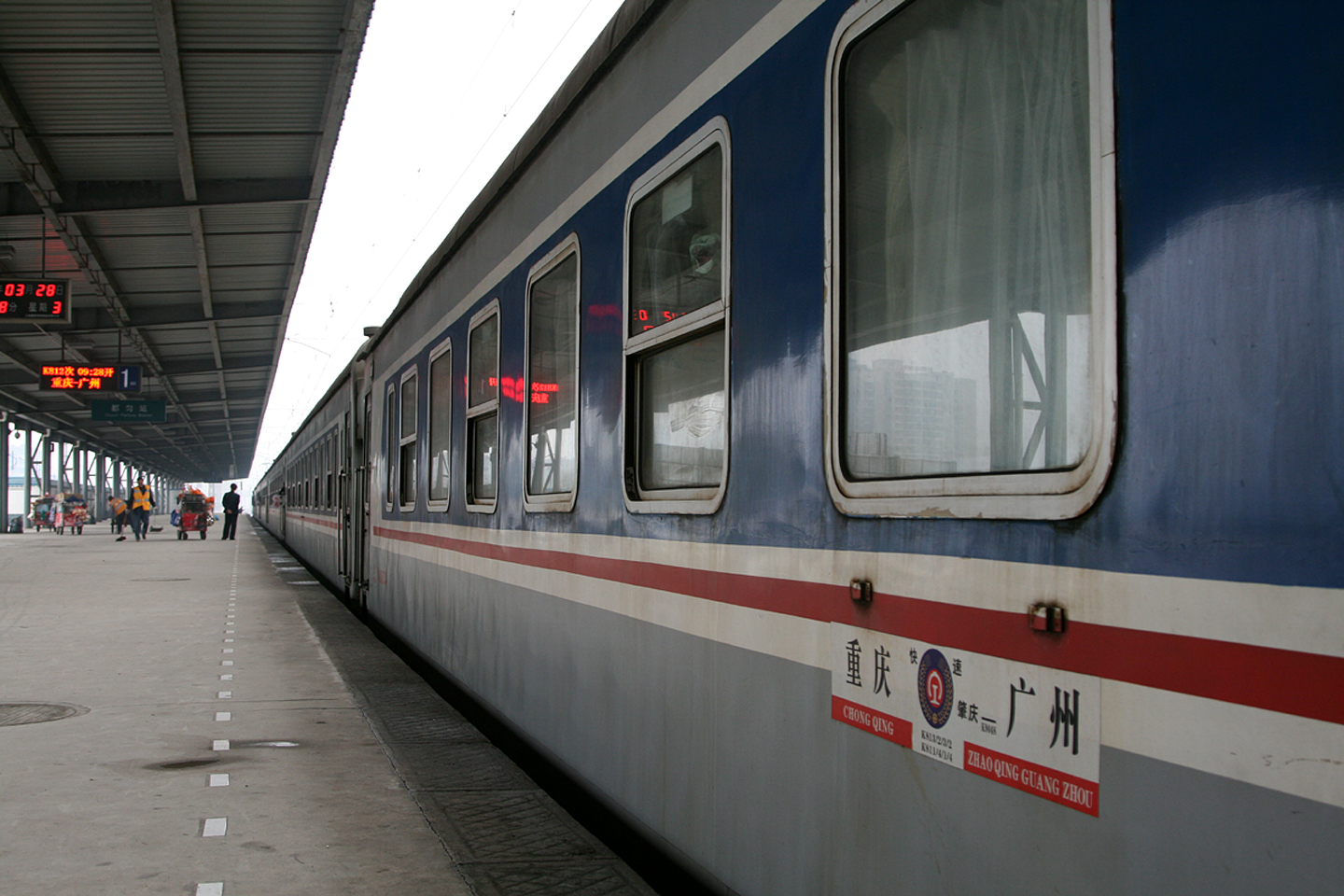
K812次列车停靠于都匀站，使用25型客車

在1992年和1993年四方机车车辆厂和唐山机车车辆厂分别为三茂铁路公司制造了两批集中供电空调客车。包括硬座车（YZ25）、软座车（RZ25）、硬卧车（YW25）、软卧车（RW25）、餐车（CA25）和空调发电车。使用加装纵向牵引拉杆装置的206G型转向架，构造速度为140km/h，最高运营速度为120km/h。

## 25型空调双层客车

### 25.5m空调双层客车（1987年）
1980年代初，随着中国改革开放政策的实行，人口流动频繁，中国铁路运输能力越趋紧张，客、货争能的问题十分突出，部分主要干线繁忙区段的客车对数已占用了大部分线路运输能力，大多数旅客列车严重超员，“坐车难”已成为当时一大社会问题。为了寻求解决方案、满足客运量增长的需要，中国开始了大容量双层旅客列车的可行性研究。

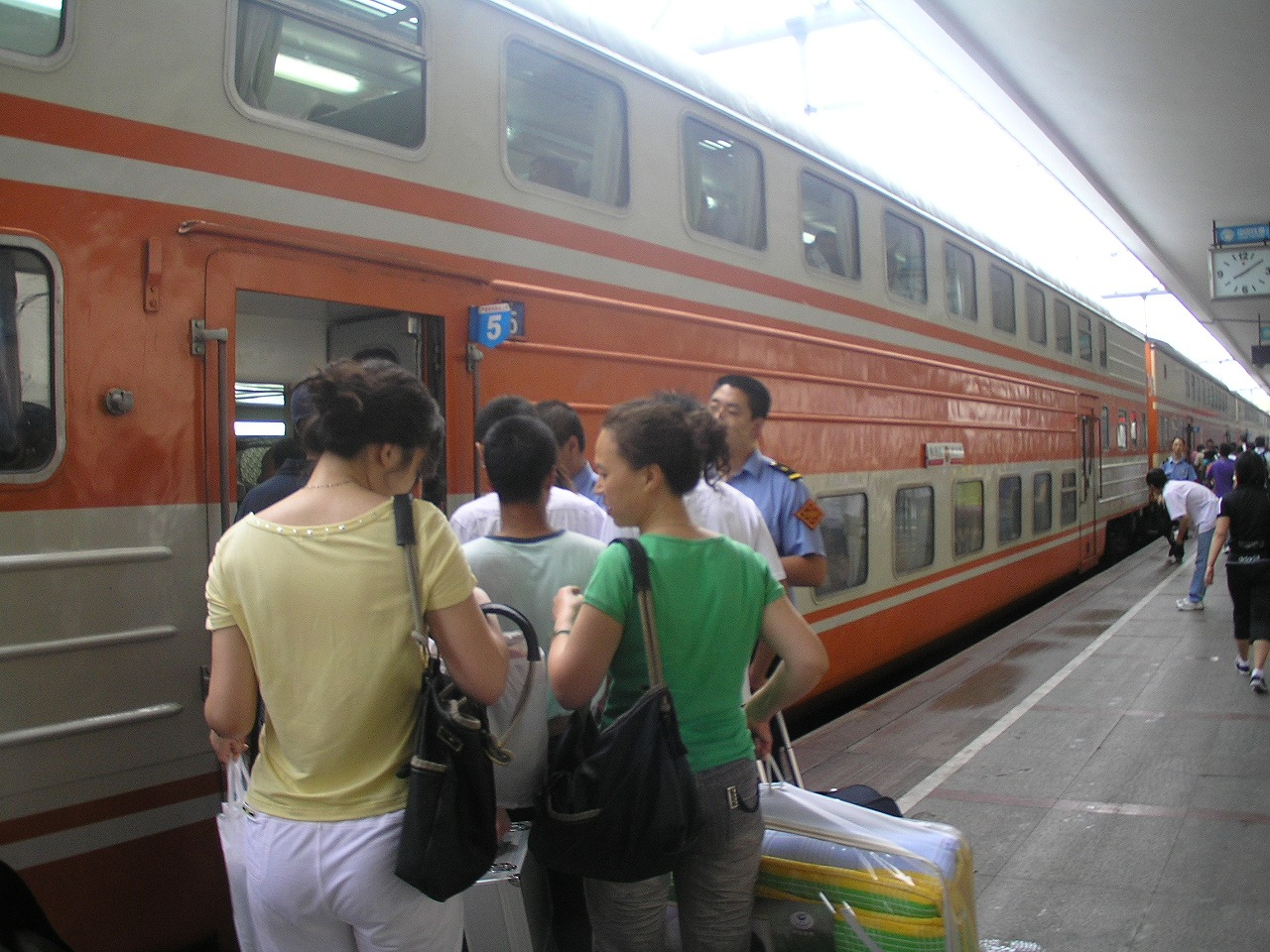
配属哈爾濱鐵路局三棵树車輛段的25型空调双层客车（这些车辆后来被编为双层25B型）

事实上，早于1960年代，青岛四方机车车辆厂已经研制出中国第一列双层旅客列车，但限于当时的技术水平，并没有批量生产。1982年3月，上海铁路局杭州铁路分局、四方机车车辆工厂、四方车辆研究所对中国第一列双层客车进行技术鉴定，总结了该列车的经验和不足，认为根据现有条件应完全能够妥善解决以往的技术不足，重新研制新型双层客车。同年5月9日，四方车辆研究所正式上报铁道部工业局、科技局，提出《研制新型25.5m长双层客车的建议》。1983年10月，铁道部召开了发展双层客车可行性论证会，会议对中国发展双层客车的可行性、迫切性以及开行双层客车的社会效益和经济效益进行了论证，提出了发展双层客车的建议。1985年1月29日—30日，铁道部在北京召开新型双层客车研讨会，时任铁道部总工程师屠由瑞正式宣布决定试制一列新型双层客车，确定以运输繁忙、运距300公里左右的大中城市间为目标。“中短途用双层空调客车”研制项目更被国家科委列入“ 七五” 国家重点科技攻关计划。
设计任务书经审核后，中国铁道部于1985年9月向中国铁路机车车辆工业总公司的下属工厂公开招标，下达《25.5m空调双层旅客列车研制标书》。同年11月中旬，经铁道部的评标小组评定，南京浦镇车辆厂正式承担了这列中短途双层空调客车的研制任务:156。为此，浦镇厂组成了双层客车技术考察组，于1985年12月至1986年1月前往加拿大考察，考察加拿大铁路客运公司（VIA）的双层客车设计、制造、使用和维修情况。
南京浦镇车辆厂在1985年起研制，1987年试制出中国第一批中短途用双层空调客车。这批长度为25.5米的双层客车吸收了1960年代研制的22型双层客车的经验，使用带空气弹簧悬挂和盘式制动的209PK型转向架，构造速度为120km/h，車身上仍帶有加強筋，按20辆编组设计，包括16辆双层硬座车（SYZ25）、3辆双层软座车（SRZ25）:166。客车使用发电车（TZ2:163）集中供电，每节发电车装备3台德国MTU柴油机和采用西门子技术的交流发电机组。这批双层客车在1989年8月20日起以12辆编组（硬座车10辆+软座车1辆+发电车1辆）在沪宁铁路担当上海—南京间的“紫金号”城际列车（游1、游2次）。其后继产品是1991年起定型生產的25B型空調雙層客車。
技术参数
| 车种     | SYZ25                        | SRZ25                        |
| -------- | ---------------------------- | ---------------------------- |
| 定员     | 186                          | 110                          |
| 构造速度 | 120km/h                      | 120km/h                      |
| 车辆长度 | 25500 mm                     | 25500 mm                     |
| 车辆宽度 | 3105 mm                      | 3105 mm                      |
| 车体高度 | 4750 mm                      | 4750 mm                      |
| 座位间距 | 1480 mm                      | 1970 mm                      |
| 自重     | 52.2吨                       | 52吨                         |
| 转向架   | 209PK                        | 209PK                        |
| 供电制式 | 发电车集中供电：AC380V交流电 | 发电车集中供电：AC380V交流电 |

### 昆明局双层旅游客车（2004年）
长春轨道客车在2004年与昆明铁路局联合开发了一批25型双层旅游客车，包括SYW（双层硬卧车）和SRW（双层软卧车）25型车厢，使用CW-200转向架，构造速度140km/h，最高运营速度120km/h，采用AC380V发电车集中供电，车门为手动塞拉门。其中SRW25型车上层设七个包括一张双人床和一张上铺单人床的三人包厢（按一人软包售票），下层为七个四人包厢，1位中层也有两个四人包厢，定员57；SYW25型车上下层各设八个四人包间，1位中层设两个六人包间，定员82。这些客车目前运用于丽江和昆明之间的“丽江号”（K9682/9683、K9684/9681及K9686/9687、K9688/9685次）旅游专列。

## 25-0型客车

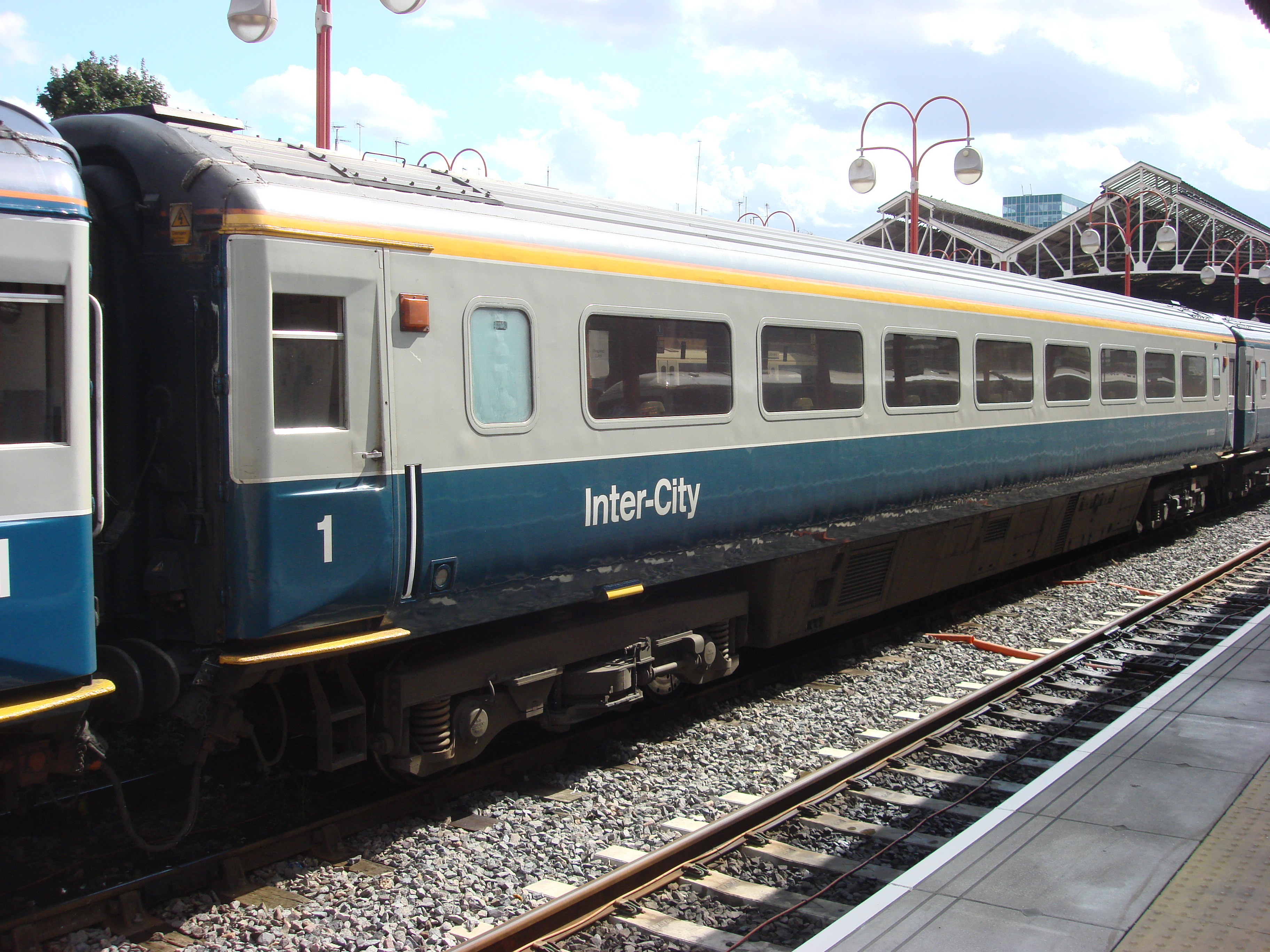
25A-0型的技术原型车——英国的英国铁路3型客车

自1980年代初开始，为了加快中国铁路客车由22型转型为25型的升级换代进程，中国铁道部与世界银行合作，在1985年开始国际招标，1986年5月签订合同，最终获得了一笔世界银行贷款以及和英国铁路工程公司（BREL）的技术合作。这项合作项目的目标是吸收国外的车辆制造技术，由国外合作方对中国车辆制造厂商（长春客车厂）在设计、工厂技术、布局和生产设备、机械规格等各个方面提供建议，以达到在长客厂年生产1500辆由BREL提供技术的钢结构铁路客车的目标。根据协议，英国铁路工程公司负责生产三节按照UIC标准并基于“英国铁路3型客车”和“中国铁路25型客车“早期版本设计的新型客车，分别为硬座车（YZ25-0），空调硬座车（YZ25-0），空调软卧车（RW25-0）:52，在1989年10月运抵中国。车辆由长春客车厂与英国铁路工程公司联合设计，车身长度为25.5米，特点为自重轻、寿命长，采用BT-10型高速转向架，构造速度140公里/小时，最大运行速度160公里/小时。
进口的25-0型客车对中国铁路客车发展产生相当大的影响。与国外的技术合作大大提升了当时中国国内铁路车辆制造厂商的生产工艺及质量水平。25-0型客车可靠的钢结构车体技术均被以后发展的车型采用，基于25-0型客车技术基础研制的25A型客车成为中國25.5米新型空調客車生產發展的重要里程碑。而长春客车厂对进口的BT-10型转向架进行仿制，发展出CW-1、CW-2系列转向架，先后被25Z、25C、25K型客车广泛使用。
25-0型客车目前均封存于西南交通大学。

## 25型专运客车

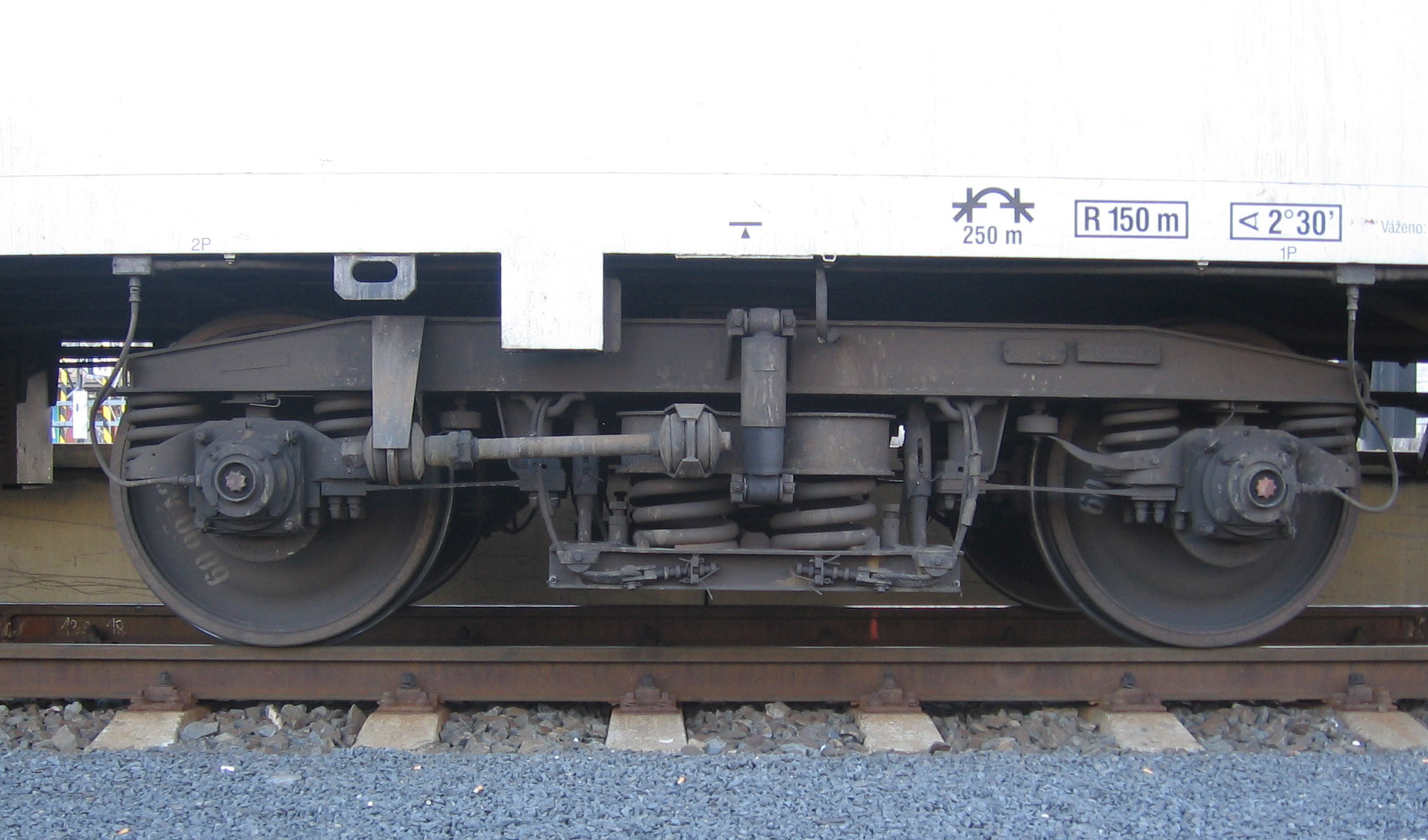
德国的GP-200型转向架

中国在1990年代由德国进口了6辆专运软卧车，车号为RW25 552735～RW25 552740，全部配属铁道部专运处。车辆采用构造速度达200km/h的GP-200型转向架，最大运用速度为160km/h。